# Waggonfabrik Herbrand

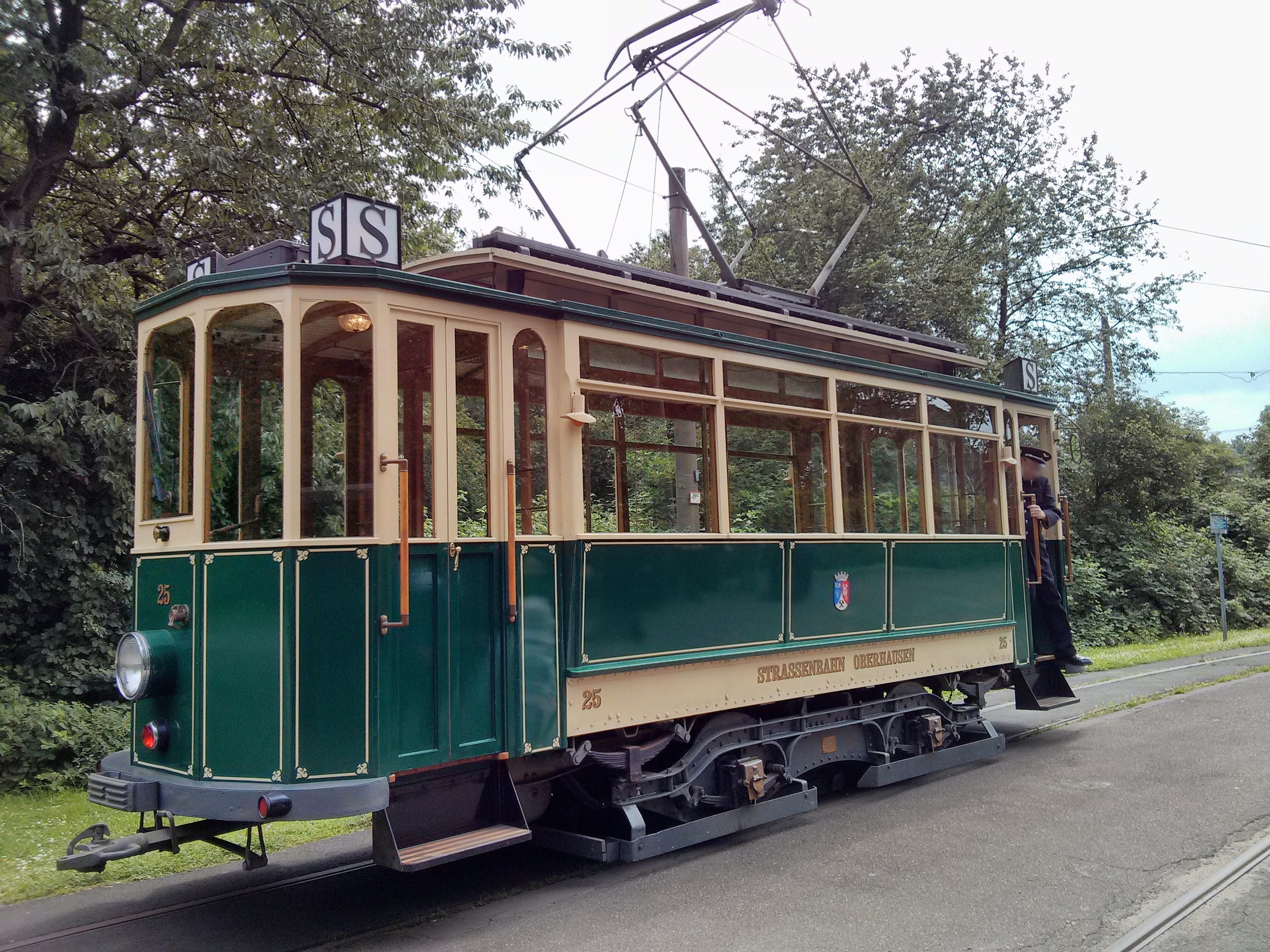
TW 25

De fabrikant van rollend materieel P. Herbrand & Cie in Keulen-Ehrenfeld werd opgericht in 1866 door Peter Herbrand. De fabriek was gelegen tussen de Venloer Strasse, Herbrandstrasse en de aangrenzende spoorlijn, dus met een directe verbinding met de spoorlijn Köln - Aachen. In het pand is nu een restaurant gevestigd.
Herbrand bouwde goederenwagens, personenrijtuigen en tramwagens in normaal- en smalspoor. De klanten van het bedrijf waren onder meer de Duitse spoorwegen, die met name de post- en bagagewagens bestelde, maar ook bedrijven in de buurt, zoals de Bergheimer Kreisbahn, Geilenkirchen Kreisbahnen en de Euskirchen Kreisbahnen treinen, en bedrijven in heel Duitsland en aangrenzende landen. Op de tramlijn Venlo - Tegelen - Steyl hebben bijvoorbeeld dertien rijtuigen gereden van Herbrands makerij.
In 1881 verwoestte een brand de fabriek, maar deze kon al snel worden herbouwd. In 1889 werd de onderneming in een naamloze vennootschap omgezet en kreeg de naam Waggonfabrik Aktien-Gesellschaft vorm. P. Herbrand & Cie, Köln Ehrenfeld. Op dat moment had de onderneming 480 medewerkers - twee jaar later was gestegen tot 700. In 1917 ging het bedrijf in de Linke-Hofmann-Werke AG op.
Door het verhogen van de naastgelegen spoorweg op een dam verviel tussen 1913 en 1923 de directe spooraansluiting. In 1928 werd de productie stilgelegd.
In Nederland rijdt nog één exemplaar rond van een personenrijtuig die gebouwd is door Herbrand. Het gaat om rijtuig 38 van de Museum Buurtspoorweg (MBS). Dit rijtuig werd in 1911 gebouwd voor de Kiel-Schönberger Eisenbahn.